# New England (Wishbone Ash)
New England is het achtste muziekalbum van Wishbone Ash. De titel slaat op het feit dat Wishbone Ash Engeland heeft verlaten en zich gevestigd heeft in het "nieuwe Engeland". Niet het strikte New England, want het album is opgenomen in Laurel Edge in Connecticut en gemixt in de Criteria Studio te Miami, Florida. Het album verkocht beter dan het vorige, het haalde de 22e plaats in 3 weken notering in de Engelse albumlijst. Locked in werd/wordt echter gezien als een van de mindere albums van de band. De reden voor de betere verkoopcijfers werd/wordt gezocht in het feit dat Wishbone Ash op dit album gekozen heeft voor een muziekstijl die duidelijk meer richting de Amerikaanse stijl is, dan dat de muziek zweefde tussen Amerikaanse en Engelse muziek. De hoes was van Hipgnosis.

## Musici
- Andy Powell – gitaar, zang
- Laurie Wisefield – gitaar, zang
- Martin Turner – basgitaar, zang
- Steve Upton – slagwerk

## Muziek
Alle van Wishbone Ash behalve waar aangegeven:

| Nr. | Titel                                     | Duur |
| --- | ----------------------------------------- | ---- |
| 1.  | Mother of Pearl                           | 4:28 |
| 2.  | (In all of my dreams) You rescue me       | 6:14 |
| 3.  | Runaway                                   | 3:17 |
| 4.  | Lorelei                                   | 5:27 |
| 5.  | Outward bound                             | 4:49 |
| 6.  | Prelude                                   | 1:15 |
| 7.  | When you know love                        | 5:46 |
| 8.  | Lonely island                             | 4:28 |
| 9.  | Candlelight (Wishbone Ash met Ted Turner) | 1:49 |